# U-Boote westwärts!
U-Boote westwärts! ist ein deutscher Kriegsfilm des Regisseurs Günther Rittau aus dem Jahr 1941. 
Es handelt sich um einen Vorbehaltsfilm der Friedrich-Wilhelm-Murnau-Stiftung. Er gehört damit zum Bestand der Stiftung, ist nicht für den Vertrieb freigegeben, und darf nur mit Zustimmung und unter Bedingungen der Stiftung gezeigt werden.

## Handlung
Nach nur wenigen Stunden Heimaturlaub erhält die Besatzung eines U-Bootes der Kriegsmarine einen neuen Einsatzbefehl. Auf Patrouille stoppt das U-Boot einen neutralen holländischen Dampfer. Die Ladung wird überprüft. Anstatt der in den Frachtpapieren deklarierten Nähmaschinen finden sich aber Flugzeugteile. Der Prisenordnung entsprechend wird der Dampfer zur Versenkung mit Sprengpatronen vorbereitet, als plötzlich ein britisches Torpedoboot auftaucht, das als Geleitschutz eines sich in der Nähe befindlichen alliierten Konvois dient. Kommandant Hoffmeister kann sein Boot gerade noch auf Tauchstation bringen. Den vier Männern des Prisenkommandos gelingt es aber nicht mehr, rechtzeitig vom holländischen Dampfer herunterzukommen. Nur knapp entkommt das U-Boot einem Rammversuch des Torpedobootes und den anschließenden Wasserbomben. Das Prisenkommando aber wird von den Engländern gefangen genommen.
Wenig später gelingt es Hoffmeister, mehrere Frachter aus dem Geleitzug zu versenken, und es läuft ihm auch das englische Torpedoboot vor die Torpedorohre. Das englische Kriegsschiff sinkt, doch den deutschen Gefangenen gelingt es dabei, zu entkommen. Leutnant Benedict wird dabei schwer verwundet. Dem U-Boot gelingt währenddessen die Flucht. In der Nacht lässt der Kommandant auftauchen, um nach seinen Kameraden zu suchen, die er schließlich auch entdeckt, doch Leutnant Benedict erliegt seinen Verwundungen. Im weiteren Verlauf der Feindfahrt gelingen noch weitere Versenkungen, und mit neun Versenkungswimpeln am Sehrohr kehrt das Boot erfolgreich zurück.

## Hintergrund
Der Film wurde auf echten U-Booten und mit originalen U-Boot-Besatzungen als Statisten gedreht; darunter Besatzungsmitgliedern von U 95, dem Schwesterboot von U 96 ("Das Boot"). Auch Karl Dönitz, der Befehlshaber der U-Boot-Flotte, spielte sich selbst.
Im Film wird das Typ IX B-U-Boot U 123 verwendet. Sein Tiefenmesser zeigt als maximale Tauchtiefe nur 80 Meter, obwohl diese U-Boote bis über 250 Meter tief tauchen konnten. Die tatsächliche Tauchtiefe war aber zur Entstehungszeit des Filmes, mitten im Zweiten Weltkrieg, noch geheim. Daher wurde sie verschleiert, um dem Feind durch den Film keine verwertbaren Hinweise zu geben.

## Verfügbarkeit
Der Film befindet sich heute im Bestand der Friedrich-Wilhelm-Murnau-Stiftung und wird dort als sogenannter Vorbehaltsfilm geführt, da es sich um einen Kriegspropagandafilm aus der Zeit des Nationalsozialismus handelt, der von der Stiftung nicht gewerblich ausgewertet wird und nur in geschlossenen Veranstaltungen, mit Einführung durch einen Referenten, gezeigt wird.
In den 1960er und 1970er Jahren war eine gekürzte Super-8-Kopie des Films frei käuflich (3 Spulen von je 120 Meter Länge, ca. 50 Minuten Laufzeit, Büscher-Film, Essen). Heute kursieren Kopien (oft in schlechter Bildqualität) des Films im Internet. Eine restaurierte DVD-Version ist in den USA erschienen.